# کیران کریچلو
کیران کریچلو (انگلیسی: Kieran Crichlow؛ زادهٔ ۳۱ ژوئیهٔ ۱۹۸۱) بازیکن فوتبال اهل بریتانیا است.
از باشگاه‌هایی که در آن بازی کرده‌است می‌توان به باشگاه فوتبال همپتون و ریچموند بورو و باشگاه فوتبال مولسی اشاره کرد.
وی همچنین در تیم ملی فوتبال باربادوس بازی کرده‌است.